# 해럴드 시프먼
해럴드 시프먼 (Harold Shipman, 1946년 1월 14일 ~ 2004년 1월 13일)은 영국의 의사 출신 연쇄 살인자이다.
맨체스터 근교의 하이드(Hyde)라는 마을에 있는 진료소(Surgery)에서 시프먼은 약 3500명의 환자를 관리하고 있었다. 20여 년간 단지 '살해 순간의 흥분’이라는 동기 외에는 불명확한 이유로 최소 215명을 모르핀 과다 투여 등의 방법으로 살해한 것으로 7월 19일 조사위원회의 보고에서 잠정 확인되었다.

## 같이 보기
- 안락사
- 존 보드킨 애덤스
- 하워드 마틴
- 찰스 컬런
- 잭 케보키언